# Мальборо (Си-Трейн)
«Марльборо» (англ. Marlborough) — станция Си-Трейна в Калгари. Эта станция открылась в 1985 году и в настоящее время обслуживает 17 600 пассажиров за день.
Станция расположена на 36-й улице, неподалёку от пересечения 8 авеню; расстояние от мэрии составляет 6,5 км. Пешеходные эстакады соединяют станцию с обеими сторонами 36-й улицы. Доступ к платформе обеспечивают лифт, лестницы, эскалаторы. 485 мест в торговом центре принадлежит компании Calgary Transit.
В рамках программы «Калгари Транзит» было решено расширить все три вагонные платформы. Строительство началось в конце лета 2013 и закончилось в январе 2014.
В 2005 году был зафиксирован средний транзит, размерностью в 19 600 посадок (будний день). Это самая загруженная станция в Калгари, кроме центральных.